# 696

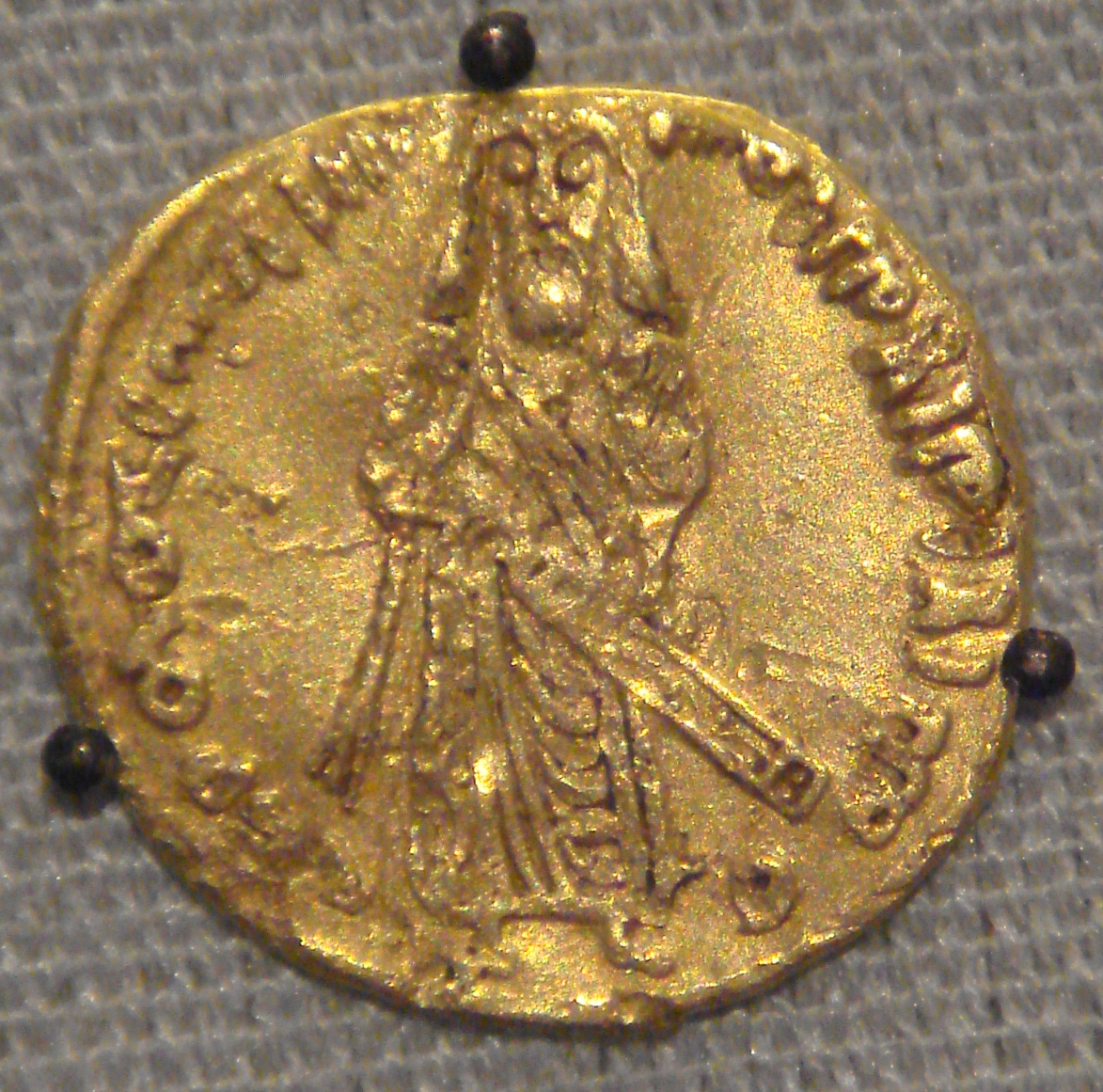
Abd al-Malik op een gouden muntstuk

Het jaar 696 is het 96e jaar in de 7e eeuw volgens de christelijke jaartelling.

## Gebeurtenissen

### Arabische Rijk
- Kalief Abd al-Malik bepaalt dat het Arabisch de officiële taal van het Arabische Rijk wordt. Hij vervangt het oude Byzantijnse en Sassanidische muntgeld door nieuwe Arabische munten met Koranteksten.

### Azië
- Het Bohai-Rijk in het zuidoosten van Mantsjoerije wordt gesticht. Het ambtenarenstelsel wordt georganiseerd naar Chinese stijl.

## Religie
- Willibrord, Engelse monnik uit Northumbria, vestigt zich in Utrecht en herbouwt de kerk die door de Friezen is verwoest.
- Rupert, bisschop van Worms, trekt op uitnodiging van de Beierse hertog Theodo II naar de in verval geraakte stad Juvavum, en sticht het huidige Salzburg door er het Stift Sankt Peter te bouwen.

## Overleden
- Aldetrudis, Frankisch abdis (waarschijnlijke datum)
- 8 juni - Chlodulf, bisschop van Metz (of 697)